# Oxynoe azuropunctata
Oxynoe azuropunctata (лат.) — вид морских брюхоногих моллюсков из семейства Oxynoidae подкласса Heterobranchia. Описан К. Р. Дженсеном в 1980 году по образцу, найденному у архипелага Флорида-Кис.

## Описание
Отличительной чертой этого вида в роде Oxynoe является наличие голубых точек на теле.
В пищу Oxynoe azuropunctata потребляет водоросли Caulerpa paspaloides, Caulerpa cupressoides и Caulerpa sertularioides.

## Ареал
Атлантическое побережье Северной Америки от полуострова Флорида до Белиза и Пуэрто-Рико.